# Tylomyinae
I Tilomiini (Reig, 1984) sono una sottofamiglia di roditori della famiglia dei Cricetidi.

## Descrizione

### Dimensioni
La famiglia comprende roditori di medie o grandi dimensioni, con una lunghezza della testa e del corpo tra 95 e 255 mm, la lunghezza della coda tra 85 e 250 mm e un peso fino a 280 g.

### Caratteristiche ossee e dentarie
La zona inter-orbitale è cuneiforme, le creste sopra-orbitali sono ben sviluppate e, negli adulti, si estendono posteriormente fino a formare creste temporali ben definite. Le placche zigomatiche sono relativamente strette. I molari sono brachiodonti, ovvero con una corona bassa, muniti di robuste cuspidi disposte in maniera simmetrica, il secondo molare superiore ha quattro radici, mentre il terzo è relativamente grande e possiede una disposizione delle cuspidi simile agli altri denti masticatori. La prima costola è articolata soltanto alla prima vertebra toracica.

### Aspetto
L'aspetto è quello di un ratto di medie o grosse dimensioni. La pelliccia è talvolta lunga, le parti dorsali variano dal giallo-brunastro al fulvo, mentre quelle ventrali sono più chiare, spesso bianche. Il muso è appuntito e provvisto di lunghe vibrisse e occhi grandi. Le orecchie sono prive di peli e possono essere molto grandi in alcune specie. I piedi sono corti e larghi con il quinto dito lungo come i tre più vicini, adattamento questo ad una vita arboricola, i cuscinetti plantari sono grandi e gli artigli sono nascosti da ciuffi di peli. La coda è leggermente più lunga della testa e del corpo. Le femmine hanno due paia di mammelle inguinali. In alcune forme i maschi sono leggermente più robusti delle femmine. Lo stomaco ha un comparto unico, l'intestino cieco è lungo e complesso, mentre sono privi di cistifellea. Il pene è largo e corto, tuttavia sempre più lungo dell'osso penico.

## Distribuzione
Si tratta di roditori prevalentemente arboricoli diffusi in America centrale e meridionale.

## Tassonomia
Comprende i seguenti generi:
- La bolla timpanica è ingrandita.
  - Otonyctomys
  - Ototylomys
- La bolla timpanica è piccola.
  - Nyctomys
  - Tylomys